# Wilfredo Vázquez Jr.
Wilfredo Vázquez Jr. (ur. 18 czerwca 1984 w Bayamon) – portorykański bokser, były zawodowy mistrz świata wagi junior piórkowej (do 122 funtów) organizacji WBO. Syn boksera Wilfredo Vázqueza.
Karierę zawodową rozpoczął 8 grudnia 2006. Do listopada 2009 stoczył 16 walk, z których 15 wygrał i 1 zremisował.
W tym okresie zdobył tymczasowy tytuł WBO Latino oraz WBA Fedecentro w wadze junior piórkowej.
27 lutego 2010 w Bayamon stanął do pojedynku o wakujący tytułu mistrza świata organizacji WBO w wadze junior piórkowej. Przeciwnikiem był niepokonany Filipińczyk Marvin Sonsona, niedawny mistrz WBO w wadze junior koguciej. Wygrał przez nokaut w czwartej rundzie i został nowym mistrzem. W pierwszej obronie tytułu, 29 maja, pokonał Węgra Zsolta Bedaaka przez techniczny nokaut w dziesiątej rundzie. Kolejną walkę w obronie pasa stoczył 16 października z Meksykaninem Ivanem Hernandezem, byłym mistrzem WBO w wadze junior koguciej. Wygrał przez techniczny nokaut w jedenastej rundzie.
7 maja 2011 w kolejnej obronie tytułu spotkał się w Las Vegas z Meksykaninem Jorge Arce, byłym mistrzem WBC w wadze junior muszej i WBO w junior koguciej. Po wyrównanym pojedynku, w którym Arce był liczony w czwartej rundzie, przegrał przez techniczny nokaut w dwunastej rundzie i utracił pas mistrzowski. Była to jego pierwsza porażka w karierze.
Po rezygnacji z tytułu przez Arce, 4 lutego 2012, spotkał się o wakujący pas WBO ze znakomitym Filipińczykiem Nonito Donaire. Przegrał niejednogłośnie na punkty, będąc w czwartej rundzie na deskach.